# 紀宝鵜殿インターチェンジ
紀宝鵜殿インターチェンジ（きほううどのインターチェンジ）は、三重県南牟婁郡紀宝町鵜殿にある新宮紀宝道路のインターチェンジである。那智勝浦・串本方面のみのハーフインターチェンジとなっている。
近畿自動車道紀勢線に並行する国道42号の自動車専用道路として整備されている。

## 歴史
- 2013年（平成25年）度 : 新宮紀宝道路事業化[1]。
- 2024年（令和6年）
  - 3月28日 : IC名称が「紀宝南IC（仮称）」から「紀宝鵜殿IC」で正式決定[2]。
  - 12月7日 : 新宮紀宝道路 新宮北IC - 紀宝IC間開通に伴い供用開始[3][4][5]。

## 接続する道路
- 三重県道35号紀宝川瀬線

## 料金所
無料区間のため設置されていない。

## 隣
E42 新宮紀宝道路
新宮北IC - 紀宝鵜殿IC - 紀宝IC